# Lazare Sainéan
Lazare Sainéan  (* 23. April 1859 in Ploiești; † 11. Mai 1934 in Paris) war ein rumänischer Romanist, der dreißig Jahre lang in Frankreich wirkte.

## Leben und Werk
Eliezer Schein, dann Lazăr Șăineanu, schließlich Lazare Sainéan entstammte einer rumänisch-jüdischen Familie. Er studierte bei Bogdan Hasdeu (1838–1907) und von 1887 bis 1889 in Paris bei Charles Barbier de Meynard, Michel Bréal, Paul Meyer  und Gaston Paris. Da seine wissenschaftlichen Arbeiten in Rumänien nicht die gebührende Anerkennung fanden und er den Grund im herrschenden Antisemitismus sah, konvertierte er 1899 zum Christentum und begab sich 1901 ins französische Exil. Dort wurde er zu einem der besten Kenner der gesprochenen Sprache und des Argot, sowie zu einem  Spezialisten der Sprache von Rabelais, erhielt aber auch in Frankreich keinen Lehrstuhl.

## Weitere Werke

### Rumänien
- Elemente turceṣtĭ în limba romană, Bukarest 1885
- Ielele, dînsele, vîntoasele, frumoasele, soĭmanele, măĭestrele, milostivele, zînele. Studiu de mitologiă comparativă, Bukarest 1886
- Incercare asupra semasiologiei limbei române. Studie istorice despre transit̡iunea sensurilor, Bukarest 1887 (Vorwort von Bogdan Hasdeu), Temeschwar 1999
- Dictionar germano-român, Bukarest 1887
- Dictionar româno-german, Bukarest 1889
- Studiu dialectologic asupra graiuluĭ evreo-german, I, Bukarest 1889
- Linguistica contemporană. San școala neo-gramaticală, Bukarest 1890
- Raporturile între gramatica s̡i logica, c'o privire sintetică asupra părt̡ilor cuvîntuluĭ. Studiŭ de linguistică generală, Bukarest 1891
- Istoria filologieĭ române, studiĭ critice [Geschichte der rumänischen Philologie], Bukarest 1892 (Vorwort von Bogdan Hasdeu)
- Basmele Române în comparat̡iune cu legendele antice clasice ṣi în legătură cu basmele popórelorŭ învecinate ṣi ale tuturorŭ popórelorŭ romanice. Studiŭ comparativŭ, Bukarest 1895
- Dictionar universal al limbei române, Craiova 1896 (7 Auflagen und: Ediție revăzută și adăugită de Alexandru Dobrescu, Jassy 1995–1996)
- Mitologie clasică. Credinţele religióse și legendele eroice : ale Grecilor și ale Romanilor, Craiova 1898
- Influenţa orientală asupra limbei şi culturei române, Bukarest 1900 (französisch: L'Influence orientale sur la langue et la civilisation roumaines, Paris 1902)
- Studii folklorice. Cercetări în domeniul literaturei populare, Bukarest 2003

### Frankreich

#### Allgemein
- Les Jours d'emprunt, ou les Jours de la vieille, par Lazare Shaineanu [Inaugural-Dissertation], Paris 1889
- Essai sur le judéo-allemand et spécialement sur le dialecte parlé en Valachie, Paris 1902
- Les Rites de la construction, d'après la poésie populaire de l'Europe orientale, Paris 1902
- La création métaphorique en français et en roman. Images tirées du monde des animaux domestiques, 2 Bde., Halle a. S. 1905–1907
- Les sources indigènes de l’étymologie française, 3 Bde., Paris 1925–1930, Genf 1972
- Autour des Sources indigènes. Etudes d'étymologie française et romane, Florenz 1935

#### Rabelais und 16. Jh.
- (Hrsg. zusammen mit  Abel Lefranc, Jacques Boulenger, Henri Clouzot, Paul Dorveaux und Jean Plattard) François Rabelais. Édition critique, 4 Bde., Paris 1912–1922
- (Hrsg. zusammen mit  Abel Lefranc, Jacques Boulenger, Henri Clouzot, Paul Delaunay, Jean Plattard und Jean Porcher) Œuvres de François Rabelais, Tome cinquième, Tiers livre, Paris 1931
- L'histoire naturelle et les branches connexes dans l'œuvre de Rabelais, Paris 1921
- La langue de Rabelais, 2 Bde., Paris 1922–1923, Genf/Paris 1976
- Problèmes littéraires du seizième siècle. Le Cinquième livre, le Moyen de parvenir, les Joyeux devis, Paris 1927
- L'influence et la réputation de Rabelais. Interprètes, lecteurs et imitateurs, un Rabelaisien (Marnix de Saine-Aldegonde), Paris 1930

#### Sprechsprachen- und Argotforschung
- L'Argot ancien (1455–1850), ses éléments constitutifs, ses rapports avec les langues secrètes de l'Europe méridionale et l'argot moderne, avec un appendice sur l'argot jugé par Victor Hugo et Balzac, Paris 1907, Genf 1972
- Les Sources de l’Argot ancien, 2 Bde., Paris 1912, Genf 1973
- L’argot des tranchées d’après les lettres de poilus et les journaux du front, Paris 1915, Houilles 2006
- Le langage parisien au XIXe siècle. Facteurs sociaux. Contingents linguistiques. Faits sémantiques. Influences littéraires, Paris 1920